# Juana María Condesa Lluch
Juana María Condesa Lluch (Valencia, 30 marzo 1862 – Valencia, 16 gennaio 1916) è stata una religiosa spagnola, fondatrice delle Ancelle di Maria Immacolata.

## Biografia
Nacque nel 1862 a Valencia da una ricca famiglia agiata: sin da giovane si mostrò incline alla vita religiosa e iniziò a progettare un'opera per la protezione delle giovani operaie e delle ragazze che dalle campagne si trasferivano in città per cercare lavoro.
Nonostante l'opposizione dell'arcivescovo di Valencia, il cardinale Antolín Monescillo y Viso, che la riteneva inadatta a portare avanti l'impresa per la sua giovane età, nel 1884 aprì un centro per l'assistenza morale e materiale alle giovani operaie. Da tale opera si sviluppò la congregazione delle Ancelle di Maria Immacolata, eretta dall'arcivescovo Monescillo y Viso nel 1892.
Morì nel 1916.

## Il culto
Dichiarata venerabile il 7 luglio 1997, è stata proclamata beata da papa Giovanni Paolo II il 23 marzo 2003.
La sua memoria liturgica ricorre il 16 gennaio.